# Krajné
Krajné (ungarisch Karaj – bis 1907 Krajna) ist eine Gemeinde im Westen der Slowakei.
Der Ort wurde zum ersten Mal im Jahre 1392 erwähnt.

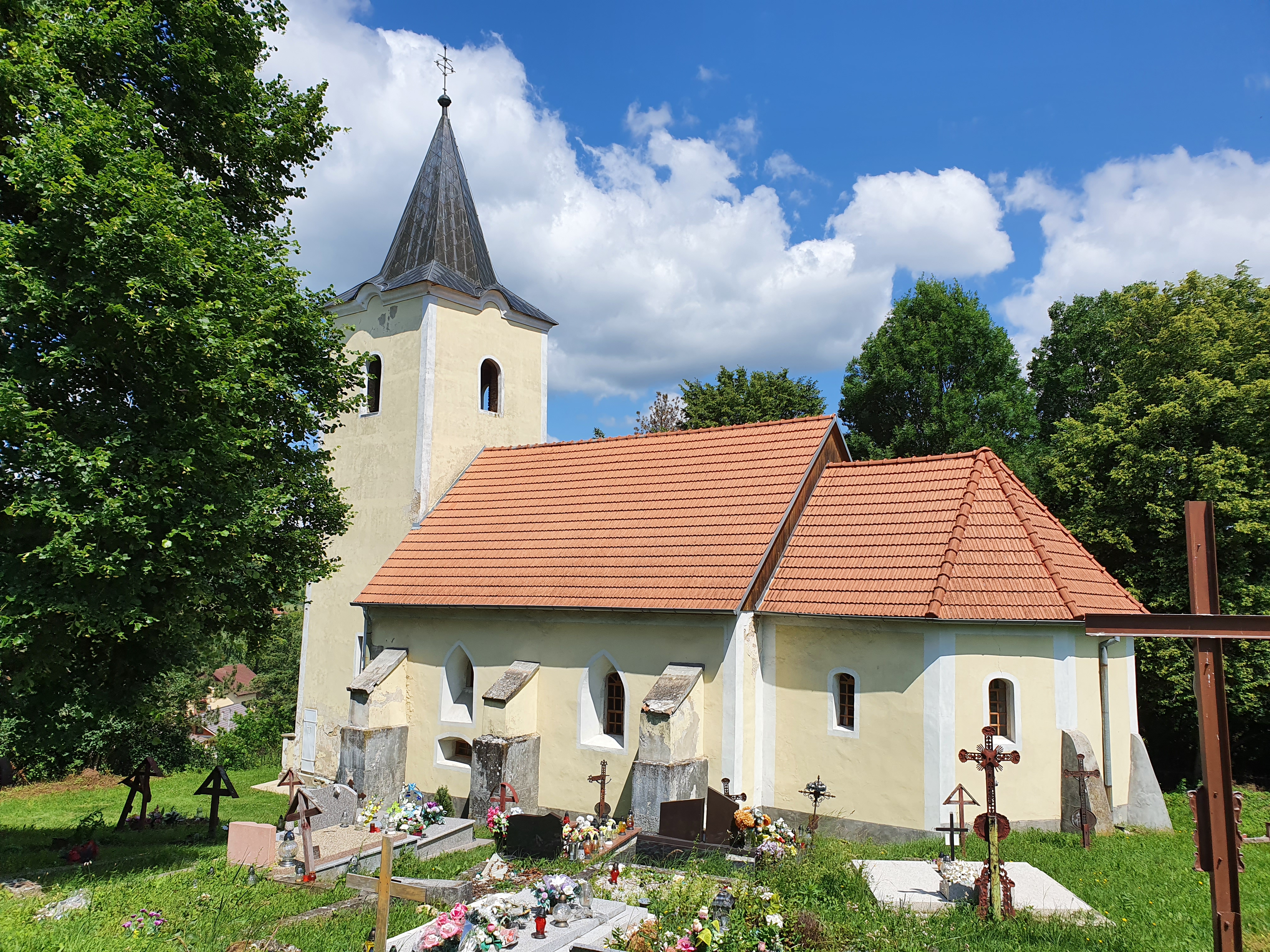
St.-Michael-Kirche

Die Gemeinde liegt im Hügelland zwischen den Kleinen Karpaten im Süden und den Weißen Karpaten im Norden. Nové Mesto nad Váhom liegt zirka 25 Kilometer östlich der Gemeinde, Myjava zirka 12 Kilometer westlich, Senica etwa 45 Kilometer westlich.

## Bevölkerung
| Jahr                | 1994 | 2004    | 2014    | 2024    |
| ------------------- | ---- | ------- | ------- | ------- |
| Anzahl der Personen | 1811 | 1664    | 1556    | 1405    |
| Unterschied         |      | −8,11 % | −6,49 % | −9,70 % |

| Jahr                | 2023 | 2024    |
| ------------------- | ---- | ------- |
| Anzahl der Personen | 1422 | 1405    |
| Unterschied         |      | −1,19 % |

## Söhne und Töchter
- Milan Sagat (* 1946), Musiker und Dirigent